# 虎穴に入らずんば虎子を得ず
虎穴に入らずんば虎子を得ず（こけつにいらずんばこじをえず）は、漢の時代の中国からのことわざ。

## 概要
虎の住む所に入らなければ、虎の子を得ることはできないということである。このことから転じてこの言葉は、高名や成功を得るためには大変な危険を冒さなければならないということを意味する。

## 歴史
この言葉は中国の歴史書である『後漢書』の班超伝に登場する班超という武将の言葉が由来である。漢の時代の中国で明帝により班超は西城に派遣される。当初は班超は友好的な扱いを受けていたものの、西城に漢と敵対する匈奴の使者が到着した頃から班超は冷遇されるようになる。それから班超の部下の間では西城の王は匈奴の陣営に付いて自分たちは皆殺しになれるかもしれないという不安が広まる。それから班超は敵陣に夜襲を仕掛けて攻め込むことを決めるのだが、敵の方が圧倒的に有利な軍勢であった。このときに班超は部下たちの士気を高めるために「虎穴に入らずんば虎子を得ず」と言って夜襲を仕掛けて見事に成功して勝利を収めた。